# Myst IV: Revelation
Myst 4: Revelation — компьютерная игра в жанре графического квеста, четвёртая по счету в серии Myst. Разработана студией Ubisoft Montreal и издана компанией Ubisoft.

## Игровой процесс
Перемещение по игровому миру происходит приблизительно так же, как и в предыдущей игре серии. Игрок путешествует по мирам, щёлкая по пререндерным фоновым изображениям и используя 360-градусный панорамный обзор. Однако в предыдущих играх серии миры выглядели статичными, оживление в них вносилось лишь за счет видеовставок и скриптовых сцен. В четвёртой части игры разработчики перевернули привычную технологию с ног на голову, заставив миры выглядеть по-настоящему живыми даже в масштабах использования 2D-графики: здесь колышется вода, под действием ветра раскачиваются деревья, по небу плывут облака, многие эффекты происходят в реальном времени. Интерактивность также сделала большой шаг вперед: со многими животными — будь то стрекоза, лягушка или что-нибудь покрупнее — можно взаимодействовать, при касании предметов можно услышать характерный для каждого из них звук, во время проигрывания видеовставок игроку позволяют двигаться в определенных пределах.
Другие ключевые нововведения таковы:
- «Амулет памяти» — с помощью него игрок может видеть события, происходившие в недалеком прошлом с предметами, рядом с которыми он в текущий момент находится.
- Улучшенный Zip-режим — позволяет перемещаться, минуя несколько локаций.
- Фотоаппарат — позволяет делать снимки окружающей среды, будь то важные записи в книгах или просто красивые пейзажи. Помогает практически полностью отказаться от использования карандаша и бумаги во время игры.
- Трёхуровневая система подсказок — если решение головоломки дается с трудом, есть возможность воспользоваться помощью.

## Сюжет
Игра повествует о событиях, происходящих через десять лет после событий Myst 3: Exile. А́трус (Atrus) посылает Страннику (Stranger) письмо, в котором благодарит своего друга за все, что он для него сделал, и просит прибыть к нему снова. Причина очередного вызова — две книги-тюрьмы, синяя и красная, в которые заключены сыновья Атруса, Си́ррус (Sirrus) и Ахена́р (Achenar). Катери́на (Catherine), жена Атруса, считает, что двадцать лет, которые её сыновья провели в заточении, должны были исправить их, поэтому необходимо дать братьям свободу. Однако сам Атрус не уверен в этом, поэтому он вызывает своего друга, намереваясь дать ему важное поручение: посетить миры-тюрьмы и посмотреть, что в них происходит.
В процессе своих странствий Странник узнаёт, что братья уже некоторое время находятся на свободе, что характер у них нисколько не изменился и что они готовы мстить своему отцу. Кроме того, они впутывают в свои мерзкие дела Йе́шу (Yeesha), дочь Атруса, похищая её. Остановить братьев, спасти девочку — вот основные цели, красной нитью проходящие сквозь вереницу таинственных и безумно красивых миров.
В игре присутствуют две альтернативные концовки.

## Миры
Игроку предстоит посетить следующие миры:
- Tomahna — дом Атруса, Катерины и Йеши, расположенный в пустыне штата Нью-Мексико.
- Haven — мир-тюрьма, здесь содержался Ахенар в наказание за преступления, учинённые в других мирах.
- Spire — мир-тюрьма, здесь за многочисленные провинности долгое время отбывал наказание Сиррус.
- Serenia — мир снов, созданный Катериной. Здесь происходит развязка игры.

## Критические отзывы и рецензии
| Сводный рейтинг | Сводный рейтинг | Сводный рейтинг |
| Издание         | Оценка          | Оценка          |
| Издание         | PC              | Xbox            |
| --------------- | --------------- | --------------- |
| GameRankings    | 81,72 %         | 75,44 %         |

- Рецензия в журнале Game.EXE
- Рецензия в журнале «Игромания»
- Рецензия в журнале «PC Игры»
- Рецензия на сайте Absolute Games
- Отзывы и рецензии на сайте Moby Games (англ.). Архивировано из оригинала 26 февраля 2012 года.

## Интересные факты
- Myst 4: Revelation — первая игра на PC, которая была выпущена исключительно на DVD-носителях. По мнению разработчиков, такой шаг должен привести к популяризации DVD-ROM-формата в игровой индустрии, аналогично тому, как когда-то Myst привел к популяризации формата CD-ROM. Смысла делать CD-версию игры не было, так как уместилась бы она только на двенадцати компакт-дисках.[4]
- Известный английский музыкант Питер Гэбриэл записал для игры композицию под названием Curtains, которая звучит во время погружения игрока в мир снов.

## Цитаты
1. 1 2 3 4 5 6 7  Steam — 2003.
2. ↑  Myst IV: Revelation for PC (англ.). GameRankings. Дата обращения: 9 декабря 2019. Архивировано из оригинала 9 декабря 2019 года.
3. ↑  Myst IV: Revelation for Xbox (англ.). GameRankings. Дата обращения: 9 декабря 2019. Архивировано из оригинала 9 декабря 2019 года.
4. ↑  Miller, Jennifer and Sluganski, Randy: "Myst IV Revelation Q&A - Genevieve Lord, producer Архивировано 29 марта 2008 года.", Just Adventure, 2004